# Salix medogensis
Salix medogensis är en videväxtart som beskrevs av Yi Liang Chou. Salix medogensis ingår i släktet viden, och familjen videväxter. Inga underarter finns listade i Catalogue of Life.